# Taubenturm (Milngavie)

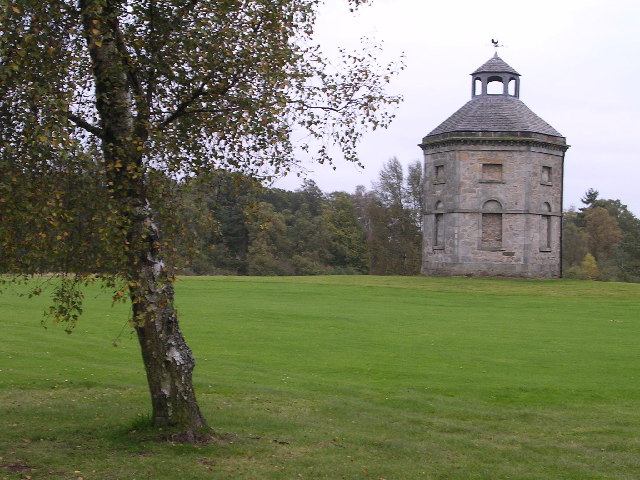
Taubenturm von Milngavie

Der Taubenturm von Milngavie ist ein Taubenturm nahe der schottischen Stadt Milngavie in der Council Area East Dunbartonshire. Er befindet sich auf den Ländereien von Factor’s House östlich der Stadt abseits der Baldernock Road. 1971 wurde der Taubenturm in die schottischen Denkmallisten in die Kategorie B aufgenommen.
Im 13. Jahrhundert gehörten die Ländereien von Dougalston der Familie Graham. Der an der Seite William Wallace’ kämpfende John de Graham fiel 1298 in der Schlacht von Falkirk. 1767 erwarb der Tabakindustrielle John Glassford die Ländereien, der zu dieser Zeit zu den reichsten Schotten zählte. Glassford, der zwei Bleichereien in Milngavie betrieb, ließ den Taubenturm und Factor’s House im 18. Jahrhundert errichten.

## Beschreibung
Der aus grauem Sandstein bestehende Taubenturm weist einen hexagonalen Grundriss auf. Das Fundament besteht aus mächtigen Quadersteinen, die auf Bruchstein ruhen. Das restliche Bauwerk ist aus kleineren Quadersteinen aufgebaut. Heute blinde Rundbogenfenster im Erdgeschoss und rechteckige Fenster, jeweils mit Faschen, im Obergeschoss sind entlang der Fassaden verbaut. Unterhalb des Zeltdaches verläuft eine einfache Brüstung.